# سيرجيو كلاينر
سيرجيو كلاينر (بالإسبانية: Sergio Klainer)‏ هو ممثل أرجنتيني، ولد في 23 مارس 1939 في بوينس آيرس في الأرجنتين.

## وصلات خارجية
- سيرجيو كلاينر على موقع IMDb (الإنجليزية)
- سيرجيو كلاينر على موقع ألو سيني (الفرنسية)
- سيرجيو كلاينر على موقع قاعدة بيانات الفيلم (الإنجليزية)
- سيرجيو كلاينر على موقع كينوبويسك (الروسية)